# Thierry Desjardins
Pour les articles homonymes, voir Desjardins.
Thierry Desjardins, né le 1er octobre 1941 dans le 8e arrondissement de Paris, est un grand-reporter, écrivain et pamphlétaire français, journaliste au Figaro. 

## Biographie
Thierry Desjardins est né à Paris le  1er octobre 1941. Il est le fils de Abel Desjardins, chirurgien, le neveu de Paul Desjardins et le petit fils de Ernest Desjardins. Il a fait ses études au Lycée Condorcet, puis à la l'Université de Paris et la Faculté de droit de Paris, en droit et lettres. 
Entré au service politique du Figaro en 1963, il passe au service étranger du Figaro en 1966 et devient grand reporter de 1973 à 1981. Après un court passage comme directeur de la rédaction de France-Soir, de 1981 à 1983, il retourne au Figaro comme grand reporter et devient directeur adjoint de la rédaction de 1990 à 1993, puis adjoint du directeur général de 1993 à 2000.

## Distinctions
- En 1975, il a reçu le prix Albert-Londres pour ses reportages[2] Afghanistan : la révolution oubliée, Ceylan : l’ile aux trésors perdus, Népal : l’escalade des grands sur le toit du monde, Ashrams d’Orient, miroir aux alouettes d’Occident, L’Inde : De la combe aux détonateurs de la révolution, Chypre : une trêve dans les ruines.
- En 1998, il est lauréat du prix Louis-Barthou de l'Académie française pour Le Cancre[3].
- En 2000, il reçoit le prix Louis-Pauwels et le Grand prix d'Enseignement et Liberté[4] pour son livre Le scandale de l'éducation nationale.
- Officier de la Légion d'honneur.
- Officier de l’Ordre national du Mérite.

## Controverses
Ses pratiques professionnelles ont été mises en doute dans un essai paru en 2002, qui cite des cas de maljournalisme dans les reportages de Thierry Desjardins publiés par le quotidien français.

## Œuvre

### Essais et ouvrages politiques
- L’amitié judéo-arabe, Bordas, 1973
- Cent millions d’Arabes, Elsevier, 1974
- Avec les otages du Tchad, Presses de la Cité, 1975
- Le Martyre du Liban, Plon, 1976
- Les rebelles d’aujourd’hui, Presses de la Cité, 1977
- La Corse à la dérive, Plon, 1977
- La poudre et le pouvoir, Nathan, 1977
- Mitterrand, un socialiste gaullien, Hachette, 1978
- Sadate, pharaon d'Égypte, Éditions Marcel Valtat, 1981  (ISBN 2-86315-015-4)
- Un inconnu nommé Chirac, La Table ronde, 1983
- Les Chiraquiens, La Table ronde, 1986
- L’aventure de Sœur Emmanuelle, Editions n°1, 1994
- Pasqua, un ministre étonnant, Édition n° 1, 1994
- L’homme qui n’aime pas les dîners en ville, Editions n°1, 1995
- Lettre au Président sur le ras-le-bol des Français, Robert Laffont, 1995
- Lettre au Président à propos de l'immigration, et de quelques autres sujets tabous qu'il faudra bien finir par aborder, Fixot, 1996
- Lettre au président sur les malheurs de la France, Robert Laffont, 1998
- Le Scandale de l'Éducation nationale, Robert Laffont 1999,  (ISBN 2-221-09059-4)
- Arrêtez d'emmerder les Français !, Plon, 2000,  (ISBN 225919026X)
- Chirac, réveille-toi !, Robert Laffont, 2001
- Monsieur le président, c'est une révolution qu'il faut faire !, Albin Michel, 2004
- Si j’avais défendu la France, Plon, 2001
- La décomposition française, Albin Michel, 2002
- C’est une révolution qu’il faut faire, Albin Michel, 2004
- Laissez-nous travailler !, Plon, 2004
- Nicolas, Laurent, Ségolène, Dominique… Assez ! de mensonges, d'hypocrisie, de promesses, de parlotes, de trahisons, de lâcheté…, JC Lattès, 2006,  (ISBN 2709627957)
- Galipettes et cabrioles à l'Élysée, Fayard, 2008,  (ISBN 978-2-213-63737-2)
- Sarkozy, ses balivernes et ses fanfaronnades, Fayard, 2009
- Villepin, le cauchemar de Sarkozy, Fayard, 2012

### Romans et nouvelles
- Premières nouvelles (nouvelles), La Table ronde, 1983
- La soirée du Sémiramis (nouvelles), La Table ronde, 1986
- Ni le temps ni l’absence (roman), Flammarion, 1993
- Le cancre (roman), Robert Laffont, 1997
- La course au bonheur… n'est pas une partie de plaisir, Plon 2003,  (ISBN 2-259-19332-3)
- La fabuleuse imposture du Comte de Belfort (roman), Fayard, 2010

### Ouvrages collectifs
- Tout a changé, tout est Pareil, in Grand reportage, les héritiers d'Albert Londres. Editions Florent Massot. Novembre 2001.
- Boulouboulou, in Jardins d'enfance, nouvelles. Le Cherche Midi éditeur, au profit de l'association La Voix de L'Enfant, aux côtés de 16 autres écrivains dont Eliette Abécassis, Tonino Benacquista, Marie Desplechin, Anna Gavalda, Jérôme Garcin, Marc Lambron, Bernard Werber, etc.
- Les plaisirs de la guerre, in Ethique et information. Les nouveaux "visages" de la guerre, par les héritiers d'Albert Londres. Publication SCAM - octobre 2008. Contributions également de Josette Alia, Henri Amouroux, Christophe Ayad, Hervé Brusini, Catherine Jentile, Marc Kravetz, Jean-Paul Mari, Michel Moutot, Bernard Ullmann et Olivier Weber.
- Un mois avec les rebelles du Tibesti. Reprise des articles du Figaro des 5 et 7 mai 1975, in Grands Reporters, Prix Albert Londres, 100 reportages d'exception de 1950 à aujourd'hui. Les arènes, sous la direction de Christian Hoche, novembre 2010.